# Костел св. Флоріана (Краків)
Костел святого Флоріана (пол. Kościół św. Floriana w Krakowie) — римо-католицький парафіяльний костел, університетський колегіальний костел у Кракові на вул. Курники 2 на розі вул. Варшавської та площі Матейка.
Легенда пов'язує його розташування з принесенням мощей св. Флоріана до Польщі. За переказами, в 1184 році воли, що везли останки святого, зупинилися на цьому місці і не рухалися, поки не було вирішено звести там храм, присвячений цьому мученику .

## Історія

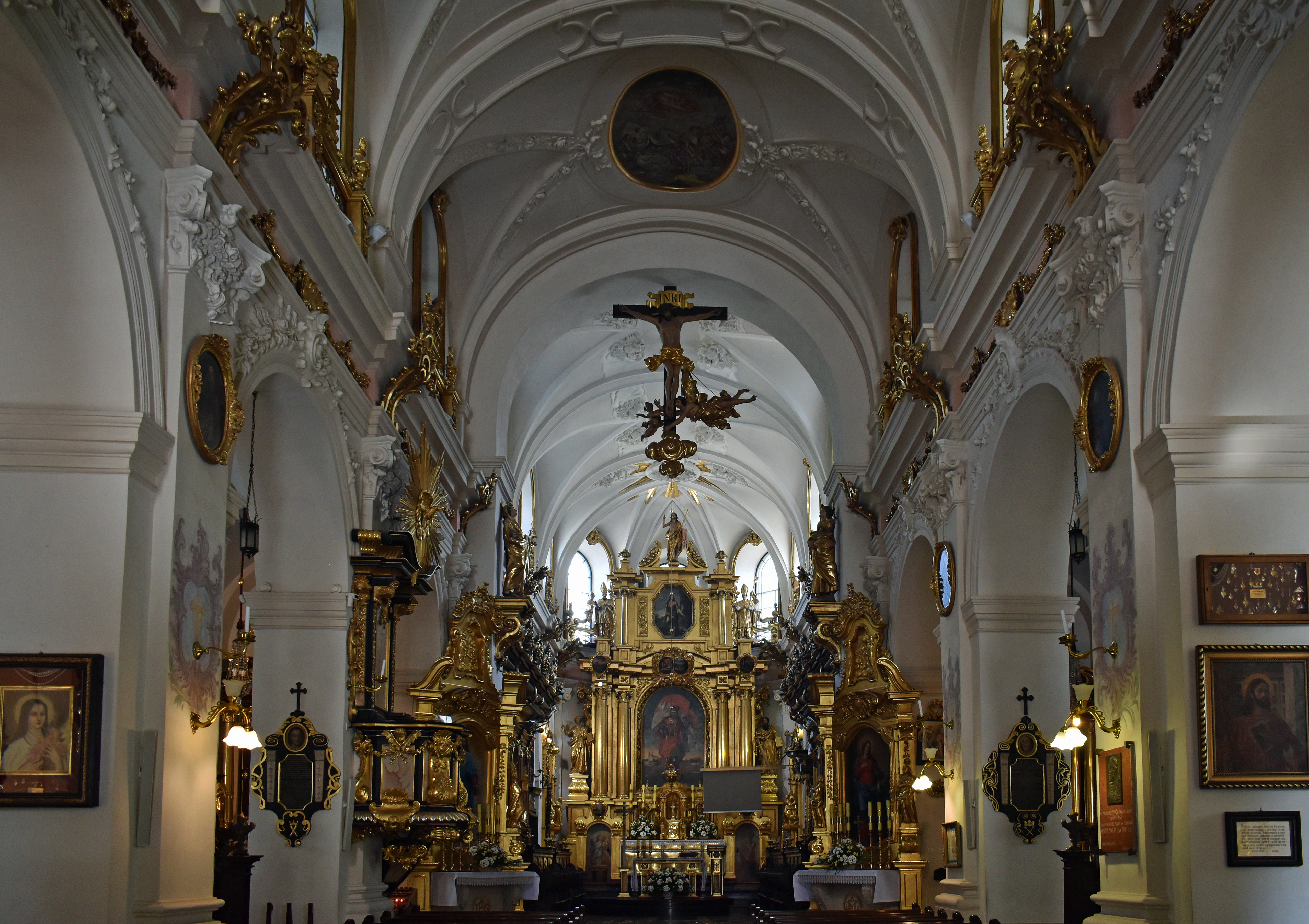
Інтер'єр церкви

Початково костел був побудований між 1185 і 1216 роками. Колегіат освятив краківський єпископ і хроніст Вінцентій Кадлубек.
Нинішній храм датується XVII століттям. Він був заснований після пожежі костелу під час облоги Кракова шведами, коли Стефан Чарнецький наказав спалити передмістя Кракова. Завдяки фінансовій підтримці краківського єпископа Анджея Тшебіцького та Краківської академії у 1657—1684 роках була проведена ґрунтовна перебудова храму в стилі бароко. Храм освятив у 1686 році краківський єпископ Миколай Оборський.

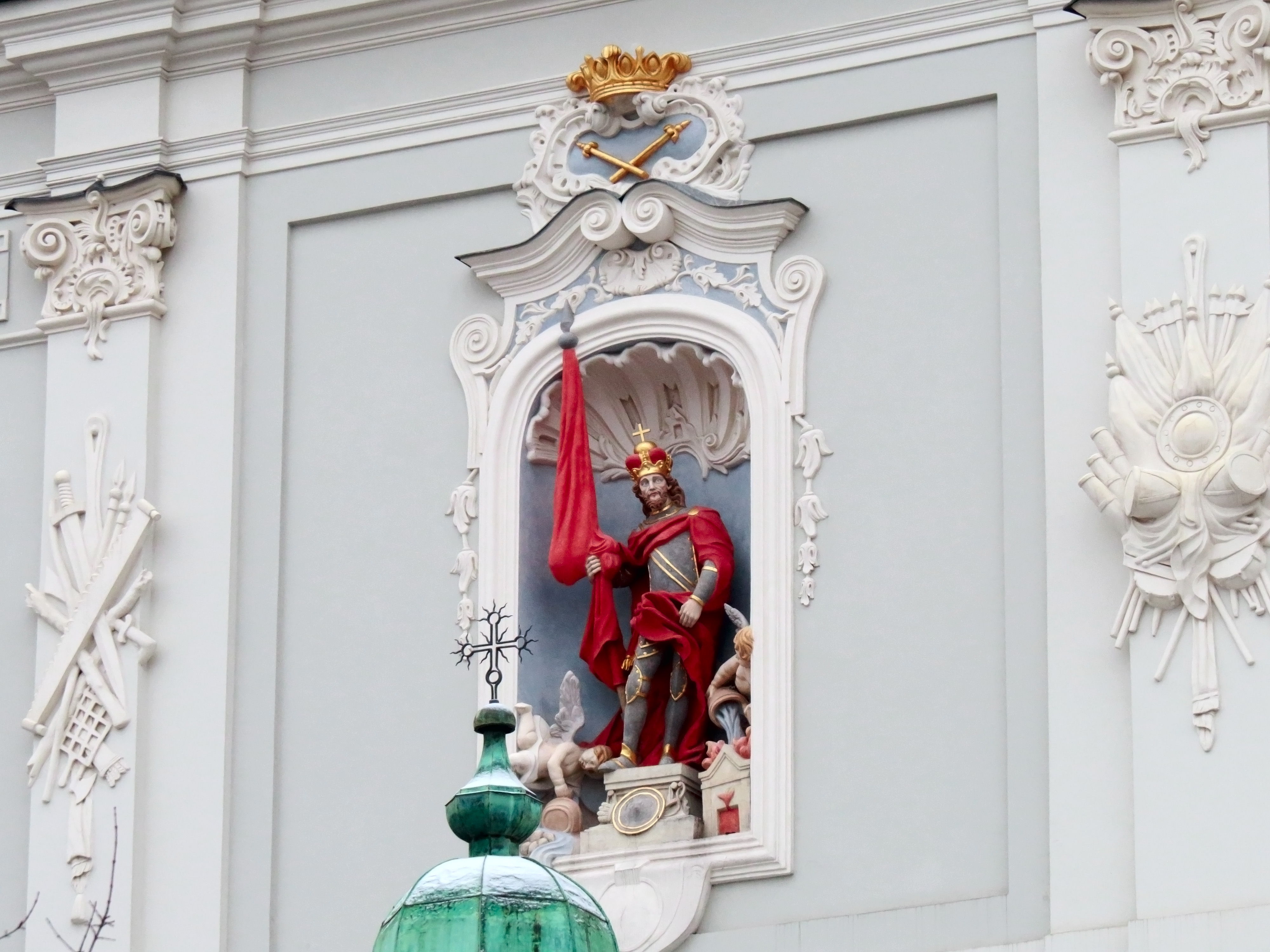
Фігура св. Флоріана на фасаді костелу

Після чергової пожежі та руйнувань під час боїв барських конфедератів, у 1755—1779 роках були проведені подальші роботи — до західного фасаду були добудовані нові каплиці: Святого Хреста та Матері Божої Скорботної, бічні вівтарі та внутрішнє оздоблення. Церкву освятили у 1779 році.
У 1902—1914 роках костел було відремонтовано та модернізовано за проектом архітекторів Юзефа Криловського та Францішека Мончинського, який відповідав за оздоблення інтер'єру.
У 1439 році Ян Канті став місцевим каноніком і кантором. Парохом (настоятелем капітули) у 1617—1641 рр. був Марцін Вадовіта. У 1667 році тут деякий час спочивали останки королеви Луїзи Марії Гонзаги, дружини Яна Казимира. У 1818 році тут поклали труну з останками Тадеуша Костюшка. У цьому костелі 1900 року Станіслав Виспянський одружився з Теофілою Питковною. З 17 серпня 1949 р. до кінця серпня 1951 р. о. Кароль Войтила — пізніше Іван Павло II. Той самий папа в 1999 році подарував костелові св. Флоріана, титул малої базиліки, і він відвідав це місце під час свого паломництва до Польщі 18 серпня 2002 року. 4 травня 2011 р. кардинал Станіслав Дзівіш відновив діяльність колегіального капітула при костелі св. Флоріана.

## Дивитися також
- Флоріанська вулиця
- Флоріанська брама